# شاهین مالت (فیلم)
شاهین مالت (به انگلیسی: The Maltese Falcon) یک فیلم نوآر آمریکایی محصول سال ۱۹۴۱ به کارگردانی و نویسندگی جان هیوستن است. این فیلم بر اساس رمانی به همین نام نوشتهٔ دشیل همت ساخته شده و هامفری بوگارت و مری آستور نقش‌های اصلی آن را بازی می‌کنند.
برخی این فیلم را سرآغاز فیلم‌های نوار می‌دانند.

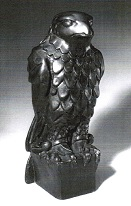
شاهین مالت

## شخصیت‌های فیلم[۱]
ساموئل (سم) اسپید - همفری بوگارت
بریجیت اوشانتی (خانم واندرلی) - مری استور
کاسپر گاتمن - سیدنی گرین استریت
جوئل کایرو - پیتر لوره
اِفی پرین (منشی کاراگاه) - لی پاتریک
مایلز آرچر (همکار سم) - جروم کوان
ناخدا جاکوبی - والتر هیوستون
لوک - جیمز برک

## خلاصه داستان

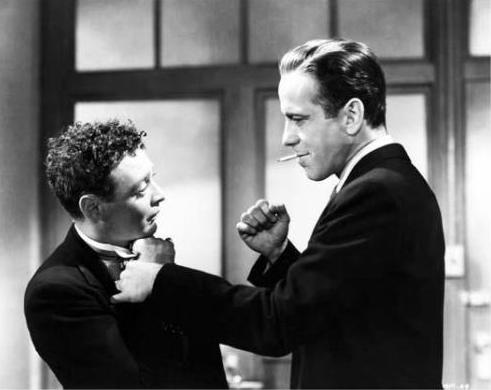
پیتر لوره و همفری بوگارت در شاهین مالت

شاهین مالت دربارهٔ یک کارآگاه خصوصی‌است که در پی دنبال کردن پرونده‌ای، با سه مجرم عجیب و غریب مواجه می‌شود که قصد به‌دست آوردن مجسمه‌ای گران‌قیمت را دارند. ابتدا زنی با بازی مری استور که خود را خانم واندرلی معرفی می نماید، وارد دفتر کار سم اسپید (با بازی هامفری بوگارت) می‌شود و ادعا می‌کند خواهرش به‌دست فردی به نام ترزبی ربوده شده است. مایلز، شریک کاری سم اسپید، به دنبال ترزبی می‌رود و در تاریکی شب کشته می‌شود. پلیس سم اسپید را مورد بازجویی قرار می‌دهد و اسپید مجبور می‌شود جهت رفع اتهام از خود قاتل را کت‌بسته تحویل پلیس بدهد. وی بعداً متوجه می‌شود که داستان خانم واندرلی دروغین بوده و نام اصلی وی بریجیت اوشانتی می‌باشد و دارای چندین همدست شامل یک مرد چاق به‌نام گاتمن با بازی سیدنی گرین استریت و یک مرد کوچک‌اندام به نام کایرو (با بازی پیتر لوره) می‌باشد که به اتفاق در پی به چنگ آوردن شاهین هستند. گاتمن و کایرو ابتدا سعی می‌کنند با اسپید وارد مذاکره شوند اما بعداً که متوجه می‌شوند شاهین دست او نیست و خودشان می‌توانند آن را به‌دست آورند، به او کلک می‌زنند و برای به دست آوردن شاهین به بندر می روند، ویلمر که برای کش گاتمن کار می‌کند، ناخدا جاکوبی که حامل شاهین می‌باشد را مجروح می‌کند اما وی در حالی که زخمی است شاهین را به دست منشی سم اسپید می‌رساند. در پایان فیلم سم و ماجراجویان دور هم جمع می‌شوند و توافق می‌کنند تا ویلمر آدمکش را به عنوان قاتل به پلیس تحویل دهند. در ادامهٔ شب‌نشینی منشی اسپید شاهین را می‌آورد و سوداگران متوجه می‌شوند که شاهین قلابی است و رؤیایشان باز هم نقش بر آب شده‌است. گاتمن و کایرو دوباره به ماجراجویی خود برای به‌دست آوردن شاهین ادامه می دهند. سم اسپید که با بریجیت اوشانتی وارد روابطی عاطفی شده مجبور می‌شود او را به عنوان قاتل همکار خود، مایلز، به پلیس تحویل دهد و اسکناسی را که به عنوان دستمزد از گاتمن دریافت کرده به عنوان رشوهٔ گاتمن به وی، تسلیم پلیس می‌کند. همچنین جای گاتمن و کایرو را به پلیس اطلاع می‌دهد و ماجرا بدون اینکه کسی چیزی به‌دست آورد به پایان می‌رسد. فیلم با صحنه‌ای به اتمام می‌رسد که سم اسپید شاهین به‌دست از روبروی اوشانتی بهت‌زده عبور می‌کند و از پله‌ها پایین می‌رود.

## نگارخانه

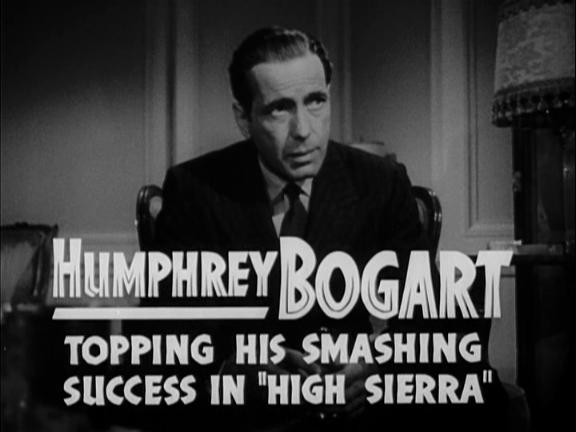
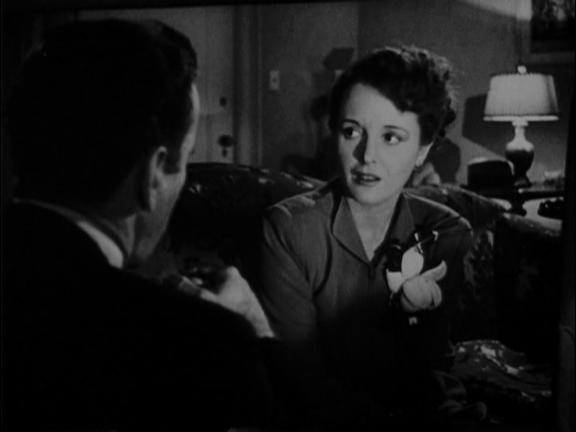
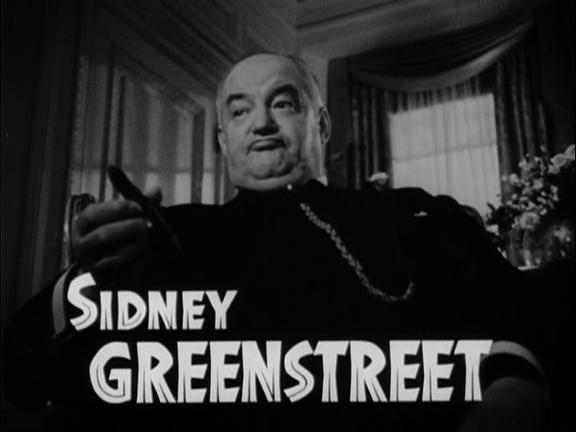
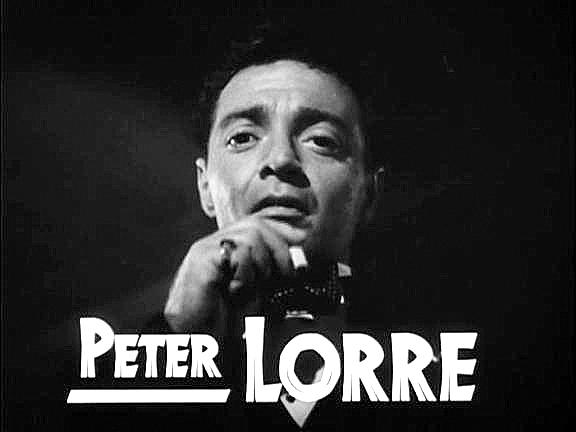
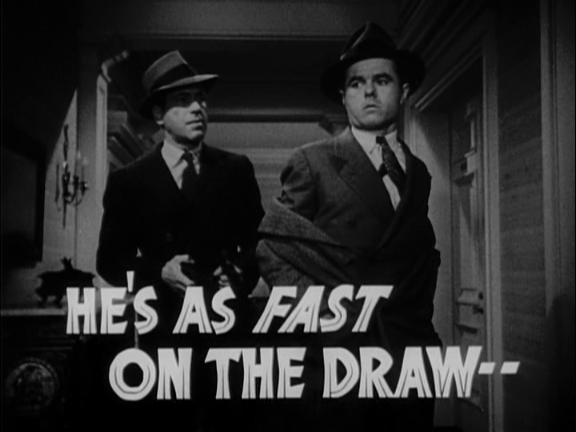
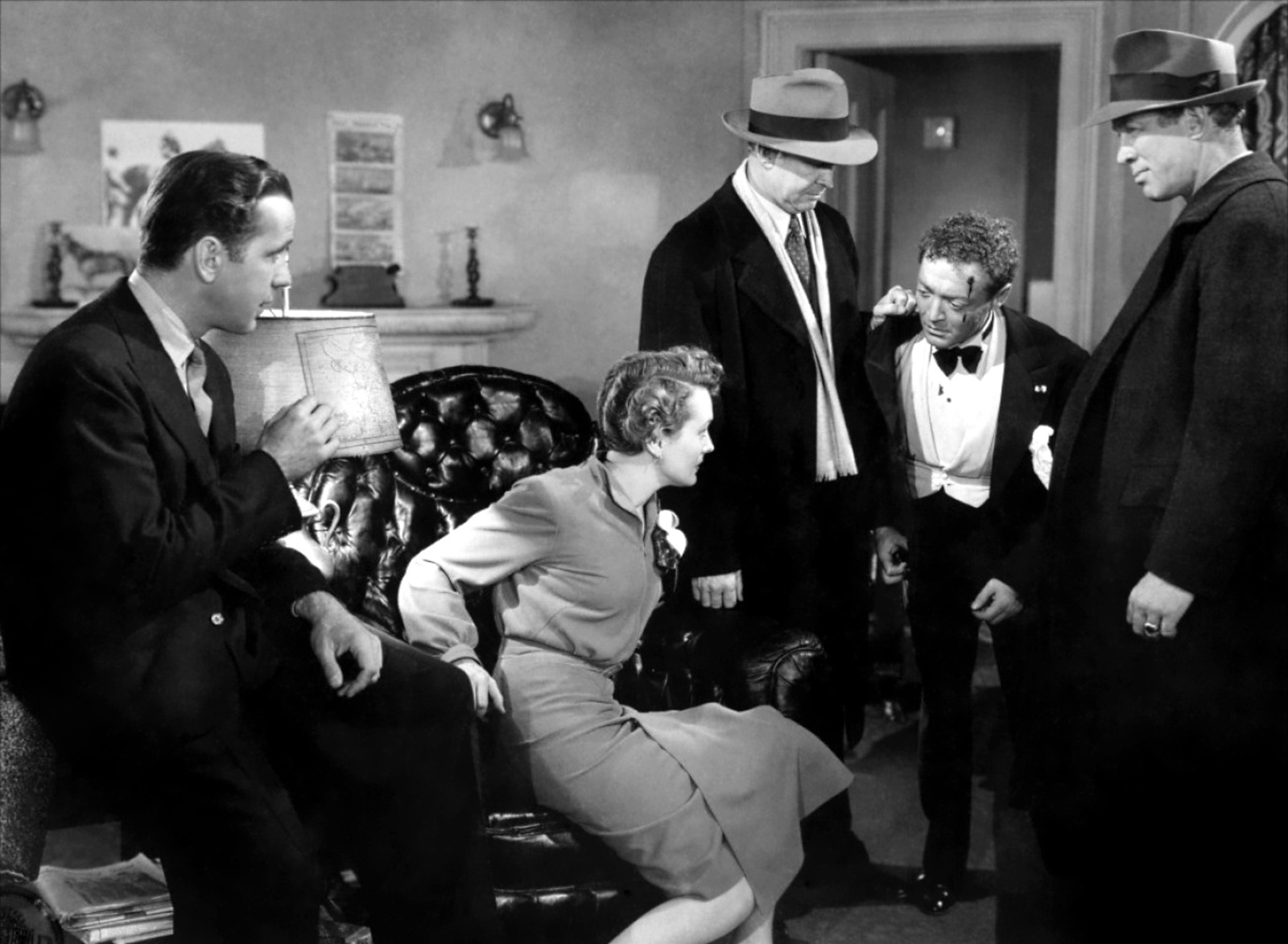
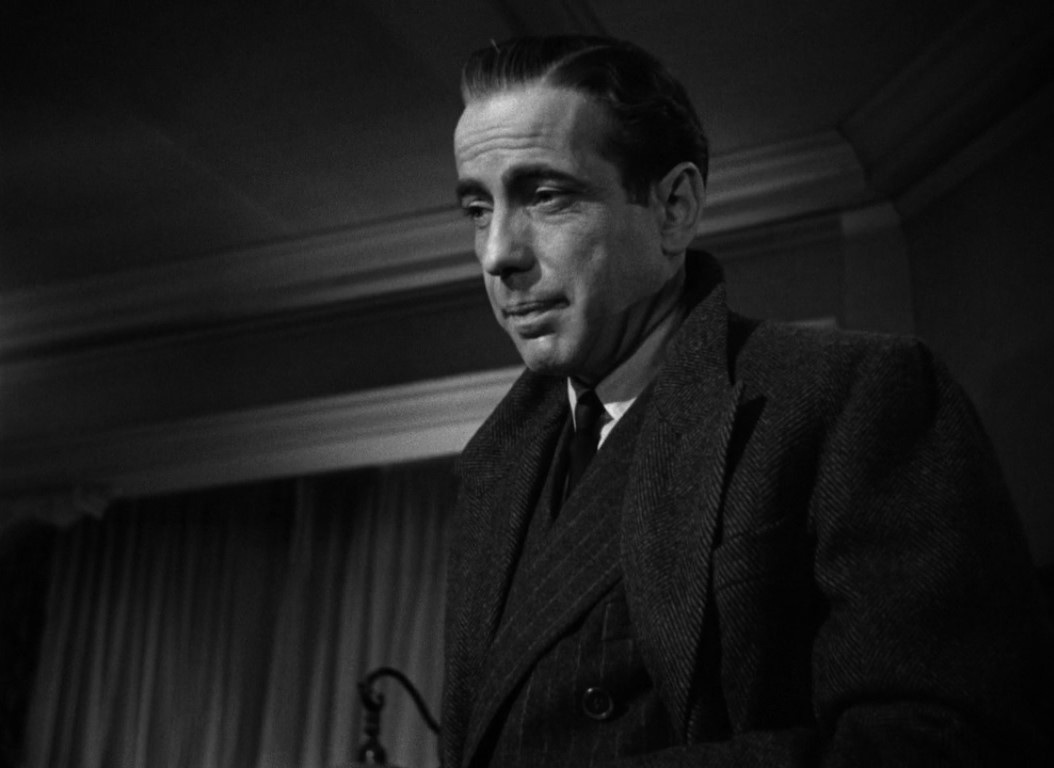

## دوبله فارسی
| شخصیت              | بازیگر            | صدا بازیگر      |
| ------------------ | ----------------- | --------------- |
| کارآگاه سم اسپید   | هامفری بوگارت     | حسین عرفانی     |
| بریجیت اوشانتی     | مری استور         | شهلا ناظریان    |
| کاسپر گاتمن        | سیدنی گرین استریت | نصرالله مدقالچی |
| جوئل کایرو         | پیتر لور          | مرتضی احمدی     |
| افی (منشی کارآگاه) | لی پاتریک         | ثریا قاسمی      |

گوینده تیتراژ: عطاا.. کاملی